# Cory Mills
Cory Mills, né le 13 juillet 1980 à Winter Haven en Floride, est un homme d'affaires, entrepreneur en défense et homme politique américain. Membre du Parti républicain, il œuvre dans diverses organisations en tant que spécialiste de la sécurité et cadre d'entreprise avant son élection au Congrès en 2022. Il siège à la Chambre des représentants des États-Unis où il représente le septième district congressionnel de la Floride depuis 2023.

## Biographie

### Jeunesse et éducation
Mills naît à Winter Haven. Il obtient un (Associate degree) (« diplôme d'associé » en anglais) en arts libéraux et sciences de Florida State College at Jacksonville, suivi d'un Bachelor of Science en sciences de la santé et d'un Master of Arts en relations internationales et résolution des conflits de American Military University.

### Carrière
De 1999 à 2004, Mills sert dans l'United States Army, où il est membre de la 82nd Airborne Division. De 2005 à 2009, il est spécialiste de la sécurité chez DynCorp. En 2010, il travaille comme spécialiste de la sécurité maritime et conseiller anti-piraterie pour Special Tactical Services. Mills est gestionnaire de la sécurité chez Chemonics de 2010 à 2011 et directeur de la gestion des risques chez Management Systems International en 2011. Il œuvre à l'étranger en tant qu'entrepreneur civil en défense. Il rejoint Pax Mondial LLC en 2011 et travaille ensuite comme directeur de la division des opérations d'information et vice-président principal. En 2020 et 2021, Mills est membre du Defense Business Board. Il co-fonde ALS Less-Lethal Systems, une entreprise qui fabrique du matériel pour les clients militaires et les forces de l'ordre. Il co-fonde également et est directeur exécutif de PACEM Defense, une entreprise de sécurité privée.

## Chambre des représentants des États-Unis

### Élections

#### 2022
Mills annonce sa candidature à la Chambre des représentants pour le septième district du Congrès en avril 2021, défiant la représentante démocrate sortante Stephanie Murphy. Le siège de Murphy est ciblé par le National Republican Congressional Committee pour les élections de 2022, mais elle annonce sa retraite en décembre 2021. Mills remporte la primaire en août 2022, obtenant plus d'un tiers des voix et battant Sabatini par plus de 10 000 voix. Mills bat la candidate démocrate Karen Green lors de l'élection générale de novembre avec 58,5 % des voix.

#### Évacuation d'une famille américaine en Afghanistan
En septembre 2021, Mills, alors candidat au Congrès, évacue une femme et ses trois enfants d'Afghanistan pendant le retrait américain de 2021. Initialement, il envisage de réaliser un pont aérien, mais le Commandement central des États-Unis et le Département d'État refusent la demande. Il doit alors évacuer la famille par voie terrestre.

### Mandat
Mills distribue des grenades commémoratives de 40 mm estampillées avec le logo du Parti républicain à ses collègues de la Chambre en guise de cadeau de bienvenue.
En octobre 2023, Mills se rend en Israël pour aider à évacuer des Américains dans le sillage du conflit israélo-palestinien.
Mills aide également à évacuer par les airs 10 Américains qui faisaient du bénévolat dans un orphelinat en Haïti, en pleine crise d'état du pays. Il critique également la gestion de la crise par Biden et des crises similaires. Plus tard, il aide à sauver 13 personnes supplémentaires.

### Syrie
En 2023, Mills fait partie des 47 républicains qui votent en faveur de H.Con.Res. 21, qui ordonne au président Joe Biden de retirer les troupes américaines de Syrie dans un délai de 180 jours,.
En mai 2023, Mills co-parraine une résolution de Marjorie Taylor Greene pour destituer le président Joe Biden en raison de sa gestion de la sécurité à la frontière entre les États-Unis et le Mexique. Le 23 mai 2023, il co-parraine également les résolutions de Greene pour destituer le procureur général Merrick Garland, le directeur du FBI Christopher Wray, le secrétaire à la Sécurité intérieure Alejandro Mayorkas et le procureur des États-Unis pour D.C. Matthew M. Graves.

### Élection présidentielle de 2024
Mills devient le quatrième représentant de Floride à soutenir Donald Trump pour la présidence lors de l'élection présidentielle de 2024, citant la nécessité de l'unité républicaine à la suite de l'inculpation de Trump.

### Loi sur la responsabilité fiscale de 2023
Mills fait partie des 71 républicains qui votent contre l'adoption finale de la Loi sur la responsabilité fiscale de 2023 à la Chambre.

## Affectations aux comités
Pour le 118e congrès des États-Unis :
- Commission des forces armées de la Chambre des représentants des États-Unis
  - Sous-comité du renseignement et des opérations spéciales
  - Sous-comité du personnel militaire

- Comité des affaires étrangères
  - Sous-comité de l'Afrique
  - Sous-comité de la surveillance et de la responsabilité